# Dichondra evolvulacea
Dichondra evolvulacea là một loài thực vật có hoa trong họ Bìm bìm. Loài này được (L. f.) Britton mô tả khoa học đầu tiên năm 1894.

## Hình ảnh

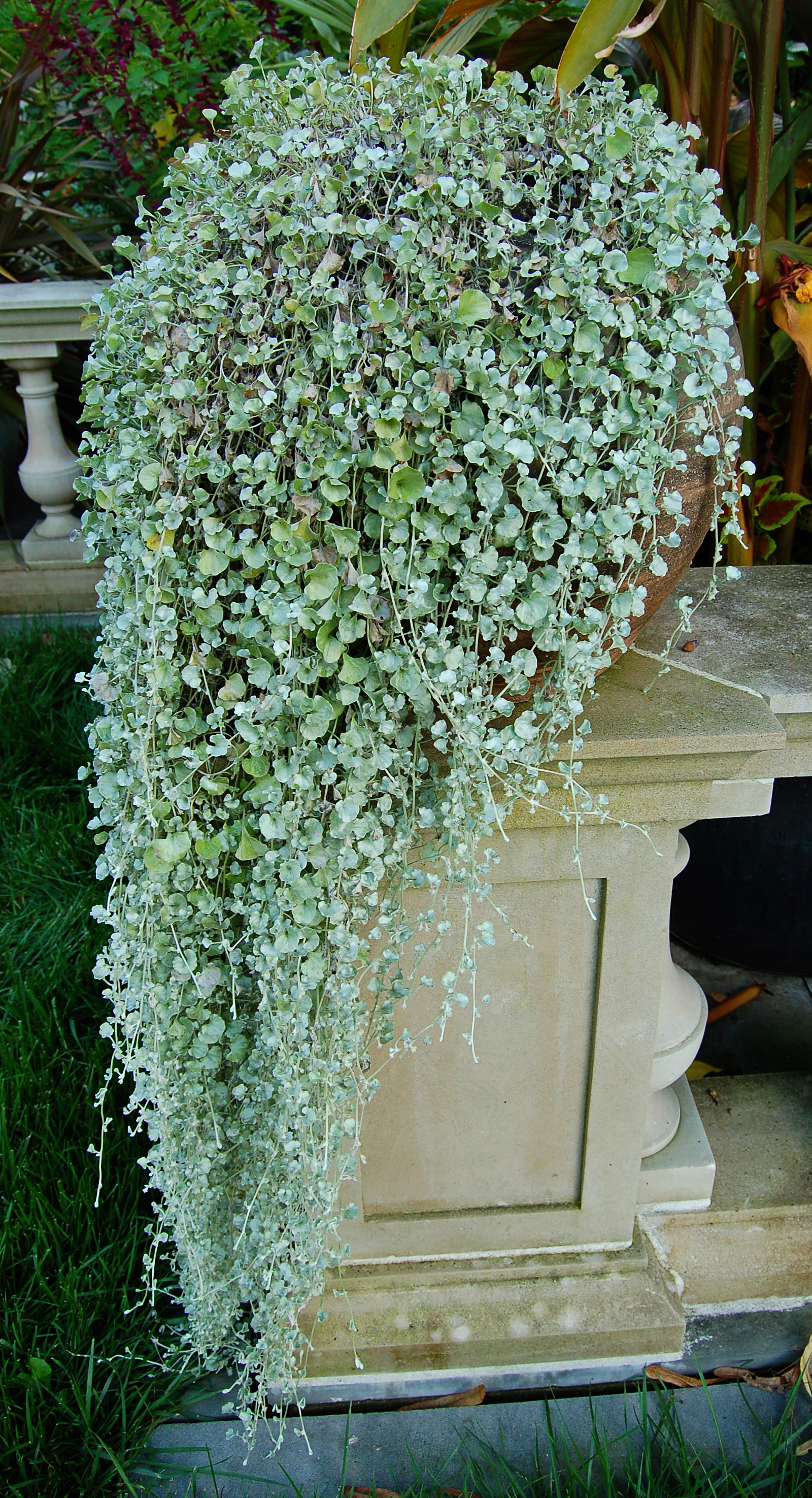